# Judas (Lady Gaga)
Judas è un singolo della cantante statunitense Lady Gaga, pubblicato il 15 aprile 2011 come secondo estratto dal secondo album in studio Born This Way.
Judas ha riscosso forti vendite nella prima settimana dal suo lancio, ma ha goduto meno successo in confronto ai singoli precedenti dell'artista. Il brano ha raggiunto la top ten nelle classifiche dei maggiori mercati musicali e ha raggiunto la vetta della classifica in Corea del Sud.

## Descrizione
Judas fu annunciato come secondo singolo in un'intervista di Lady Gaga a Vogue. Il nome fu confermato nel programma radiofonico di Ryan Seacrest il 14 febbraio 2011 e RedOne ha assicurato di essere co-produttore del brano. Quest'ultimo, durante i Grammy Awards, concesse un'intervista a MTV, in cui disse che se il primo singolo di Born This Way avesse assestato buoni colpi, allora si sarebbe dovuta aspettare l'uscita del nuovo singolo... «Non vi dirò il titolo» disse «ma il prossimo singolo, è... Non voglio dirlo... Sarà allucinante, [...] Rimarrete di sasso, e andrete fuori di testa». Fernando Garibay spiegò che il brano parla di come spesso non si facciano le giuste scelte. «Ma non si può negare che la scelta non faccia parte di te e di chi tu sia».
Inizialmente, la pubblicazione di Judas era prevista per il 19 aprile 2011, ma il brano musicale fu rubato da pirati del web il 14 aprile, che lo pubblicarono illecitamente sul canale YouTube di Lady Gaga.

 
In una intervista radiofonica, Last Call with Carson Daly, Lady Gaga disse al conduttore Carson Daly che Judas non è assolutamente riferita al Giuda biblico, bensì parla «dell'innamorarsi ripetutamente dell'uomo sbagliato. Judas è un brano molto cupo». In un'intervista concessa a MSN Canada, la cantante parlò della metafora celata nel brano:
In un'altra intervista, l'artista parlò di come le fosse affiorata l'ispirazione: «Parla di come io cammini costantemente verso la luce nella mia vita, ma annaspando sempre verso di essa mentre scruto il diavolo alle mie spalle, [...] canto la santa folle che sono, e nonostante i momenti nella mia vita siano crudeli e i rapporti non da meno, io ardo ancora d'amore per Giuda. Mi volto ancora indietro verso quelle cose demoniache». Lady Gaga concesse un'intervista a Google in cui ribadì che il significato fosse «l'onorare il proprio lato oscuro per riemergere nella luce [...] Qui si indaga su quanto ti ossessiona e bisogna imparare a perdonare i propri errori per andare avanti. È davvero allegro ballarci un po' su». Prima di rispondere a quest'intervista, aveva confessato al sito Popjustice che molti mali l'avevano ossessionata nel suo passato, le scelte, gli uomini, l'abuso di droga e la paura di far ritorno a New York per dover misurarsi con vecchie storie. Perciò Judas incarna un affare sconveniente, al quale essa non può sfuggire.
La cantante ha inoltre smentito voci che avrebbero voluto quello di Judas il video musicale più costoso mai realizzato, superando così quello di Scream di Michael Jackson, detentore di questo record per 16 anni.

## Composizione

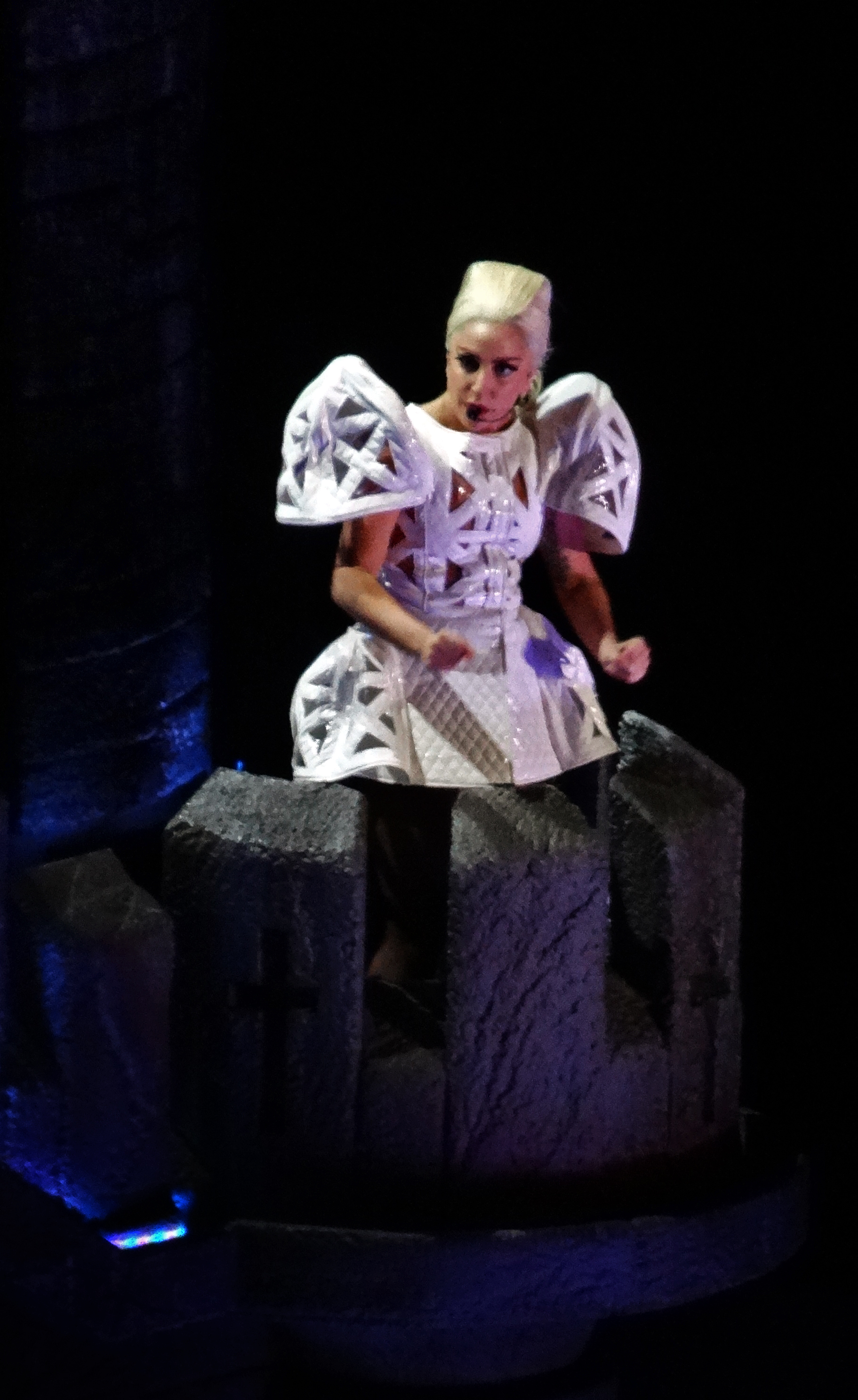
Lady Gaga canta Judas durante una tappa del The Born This Way Ball

Secondo Garibay, Judas ripercorre la strada di molti singoli di Lady Gaga prodotti da RedOne, come Poker Face, LoveGame, Bad Romance e Alejandro. Secondo Jocelyn Vena di MTV, in Judas Lady Gaga si adatta alla stessa base musicale, ma la sua voce vaga ormai in territori sconfinati, anche secondo il parere di Popjustice, che sostiene che «nelle strofe e nella parte antecedente al ritornello si scaglia su uno stile Patois giamaicano stroncato e leggermente rappato». Il testo è in forma parlata e, a tratti, vi risuona un accento caraibico. Jason Gregory da Gigwise ha definito il brano «uno squisito trancio di electro house di prima qualità». Judas culmina nel ritornello, nella melodia riagganciato alla musica pop degli anni Ottanta. Dopo la seconda strofa e il ritornello, il brano sosta su un breakdown influenzato dalla musica house, in cui Gaga usa lo stesso tono graffiante e potente di Born This Way. In questa sezione, la voce di Lady Gaga è stata paragonata a quella di Rihanna da Matthew Perpetua di Rolling Stone. Ha anche aggiunto che la voce dell'artista sembrasse qui meno macabra e inquietante e piena di "gorgogliante dolcezza". Popjustice scrive che il break ripropone la musica tribal-techno e che il brano intero è «un'antifona elettrogotica all'illegalità». Secondo Dan Martin di NME, il break si inserisce nel genere dubstep e il ritornello nel puro pop musicale.
Il brano presenta un campionamento musicale di Alex Butcher e la melodia è presente nello started pack di Vengeance, un programma per DJ.
La stessa Lady Gaga fu accusata di plagio dalla cantante newyorkese di origini ucraine Loli Lux, che accusò la Germanotta di aver "copiato" il ritornello della canzone da un suo brano, tale WannaBE.
Gaga ha messo in rete una parte del testo nel mese di febbraio. Il 22 marzo 2011 ne ha rivelato un'altra parte nell'intervista con Google. Il middle eight del brano, il cui testo dice: "Nel senso più biblico che esista, sono al di là del pentimento. Chi cerca la fama o si prostituisce, vomita la sua mente... Ma in senso culturale, ho appena parlato al futuro. Giuda baciami, se questo è reato, o indossa un preservativo per orecchio la prossima volta." parla dell'abilità di Gaga nel redimersi, ma pur sempre nei limiti d'una donna. «Ma io non voglio redimermi, perché nell'aspetto culturale io credo di vivere ormai prima di quell'ora. E se non ti va bene, metti un preservativo all'orecchio» ha spiegato.

## Copertina
Nella quarantaduesima puntata della serie di video trasmessi in rete da Gaga, i Transmission Gagavision, è stato rivelato che il copridisco artistico di Judas è stato disegnato da Lady Gaga su Microsoft Word e reca uno sfondo nero, su cui rosseggia la scritta Judas a grafia Impact e in caratteri cubitali. Sotto s'innalza una croce cristiana sempre rossa con un piccolo cuore nel centro. Gaga ha fotografato poi il disegno sullo schermo del suo computer con il suo cellulare e questa è diventata la cover ufficiale del singolo. Jocelyn Vena da MTV ha pensato che la copertina avrebbe potuto tranquillamente far parte della versione del regista Baz Luhrmann di Romeo e Giulietta.

## Accoglienza
Numerose organizzazioni religiose hanno stroncato il singolo definendolo blasfemo e uno scherno al cristianesimo. Su un altro fronte, il brano ha ottenuto recensioni positive da parte di molti critici musicali. Jonathan Van Meter dalla rivista Vogue le diede una buona valutazione e scrisse che sembrava fosse stata scritta per le Ronettes ma collocata su un ritmo dance "martellante". James Dinh da MTV scrisse che fosse molto somigliante a Bad Romance. Popjustice ugualmente la equiparò a Bad Romance e la definì: «una Bad Romance altamente evoluta, in titanio, che viaggia indietro di mezzo millennio dall'anno 2511 appena in tempo per salvare la musica da un'onda d'alta marea di balle pop ossessionate da musica disco. Ci piace così tanto. È pop al punto giusto. È turbolento al punto giusto. È impetuoso, altosonante, allegro, sfacciato e stupido al punto giusto e anche aspro al punto giusto». Kevin O'Donnel da Spin ha pensato che il brano somigliasse ad un violento petardo industrial-disco e ha descritto la performance dell'artista come «follemente straordinaria: la cantante si cimenta nel rap, in un soliloquio robotico e in un gracchio da corvo prima di scivolare in un ritornello più convenzionale che fa eco a Bad Romance». Il giornalista ha lodato l'energia primitiva della musica di Judas e ha considerato che il breakdown fosse uno dei momenti più bizzarri che erano approdati sulla scena della musica pop nel 2011. Eric Henderson del settimanale Slant Magazine ha notato che il disinnesto e la diversa piega rispetto al precedente singolo di Gaga, Born This Way fossero molto più pronunciati in Judas. Sul profilo musicale, ha considerato che Judas avesse lo stesso "livello di scintillante martello pneumatico di Born This Way, nonostante i grandi accordi siano pressoché capovolti - non diversamente da Big Fun vs. Good Life degli Inner City. È roba da gemello buono e gemello malvagio". Henderson ha continuato dicendo che il brano avesse scongiurato una visione raccapricciante dell'Inferno e che in modo perverso sembrasse ammiccare più al mondo infernale e meno a comunicare il messaggio "gay = bello che è il cuore di Born This Way".
Amos Barshad di New York ha dichiarato che il brano gli ricordava di quando si era ubriacato e aveva ballato in una remota discoteca di Berlino. Dan Martin di NME è stato dell'opinione che Judas fosse il singolo con cui Lady Gaga avrebbe dovuto aprire la promozione del disco. Il giornalista ha però capito perché l'artista non avesse scelto come singolo di lancio di Born This Way, dato il fatto che il brano era caratteristico della musica di Lady Gaga. Maura Johnston da The Village Voice ha sintetizzato il brano definendolo un gemello di Bad Romance e descrivendo la sua "voce istantaneamente memorabile anche senza dire una parola, il ritmo coinvolgente, il testo su una storia d'amore a dir poco orrenda". Robert Copsey dal sito Digital Spy ha dato cinque stelle su cinque, lodando il ritornello "accampato in un'area blasfema".

## Video musicale

### Produzione
(Laurieann Gibson parla delle riprese del video.)
Il video musicale di Judas è stato girato il 2 e il 3 aprile 2011 ed è stato diretto dalla stessa Lady Gaga e dalla sua coreografa Laurie Ann Gibson. Lady Gaga ha scritto nel suo profilo Twitter: «Aver girato il video di Judas con mia sorella Laurie Ann è stato il momento più artistico ed eccitante della mia carriera. È il lavoro più bello che abbiamo mai fatto».
Nel video, Norman Reedus veste i panni di Giuda Iscariota, Gaga quelli di Maria Maddalena e Rick Gonzalez quelli del Cristo. Gibson e Gaga volevano che la direzione del video fosse perfetta, arrivando al punto che ognuno dei due voleva dirigere il video da solo. Lo stilista Thierry Mugler e il suo scenografo Nicola Formichetti scrissero sulla loro pagina Twitter: «Abbiamo finito di riprendere il nostro bellissimo primo giorno! Siamo così felici». Formichetti annunciò poi che le riprese erano finite.
«Emersero elementi di Born This Way durante la nostra collaborazione [con Nick Knight], e l'ho tanto amata che ci furono momenti in cui, per me, essa non si evolse veramente secondo come mi ero ispirata al progetto attuale, che fu comunque bellissimo» disse la Gibson. Per il video musicale di Judas, comunque, esse furono molto chiare sulla sua ispirazione. Lady Gaga e la Gibson richiamarono un regista, ma le date di riprese coincisero con i suoi impegni, ed esse scelsero di dirigere da sole il video. La Gibson dichiarò in merito al video: «Vi dirò innanzitutto, sono cristiana e la mia carriera è prova di Dio, e credo che già molti stiano pensando alla blasfemia e stiano polemizzando per la scelta, e immagino che rimarranno sconvolti quando scopriranno quanto il messaggio sia grandioso e innovativo, e quanto sia libero per tutti i suoi buoni motivi. Esso solleverà lo scandalo in tutto il mondo».
La Gibson disse di aver esitato prima di assumere la regia, per essersi ormai immersa nei progetti con il Monster Ball HBO special, ma non riuscì a resistere. «È un video fenomenale, potente e di grande impatto. Lady Gaga è un'artista forte e coinvolta. La sua devozione per me è un qualcosa per cui le sarò per sempre grata. Abbiamo un legame spirituale. Abbiamo bisogno l'una dell'altra... e Judas è in fin dei conti il simbolo del nostro sincero vincolo». Ai microfoni del The Hollywood Reporter, la Gibson raccontò che nel video esse misero in scena una nuova Gerusalemme. Lady Gaga raccontò alla rivista NME che il video avrebbe sfoggiato motociclette, morte e una sequenza di acceso dialogo sull'essere «oltre il pentimento». Disse inoltre: «La gente pensa che sono una senza talento o una presuntuosa, o tutte e due. [Il video] è un modo per dire: "ho superato il limite, non penserò mai a voltarmi indietro"». Il perdono e il destino giocano un ruolo nel video e Gaga volle ricreare una storia ispirata da Federico Fellini con apostoli che fossero rivoluzionari in una Gerusalemme moderna.
Norman Reedus raccontò in un'intervista con MTV quanto Lady Gaga, nella clip, avesse lavato bene i suoi piedi. «È bella la scena del rossetto, perché fu creata proprio all'ultimo minuto, Gaga era balzata in piedi [e aveva detto]: 'Ho una bella idea. Ti metterò un rossetto sulle labbra ed esattamente prima che tu baci Gesù, io estrarrò questa pistola e premerò il grilletto, e subito un rossetto [sbucherà fuori] e te lo applicherò come se permettessi il bacio'. Mi guardò come a voler dire: "Va bene?". Ed io: "Forte". E abbiamo fatto così. Mi ha colpito per come fosse spontanea».
Il video è stato infine presentato in anteprima nella serata del 5 maggio su E!. Ha in seguito ottenuto la certificazione Vevo, avendo superato le 350 milioni di visualizzazioni su YouTube e Vevo.

### Trama
La scena iniziale del video presenta gli Apostoli, sotto forma di biker dall'aspetto virile e con giubbotti di pelle su cui è stampato il proprio nome, che vanno verso Gerusalemme. Tra di loro è presente Giuda, mentre Lady Gaga e Gesù, con una corona di spine dorate attorno al capo, sono su una motocicletta insieme, agghindati con gioielli e crocefissi. Gaga, giunta a Gerusalemme, inizia a cantare e a ballare in un ambiente tetro, illuminato da torce. Ci sono scene intervallate in cui lei canta in primo piano mostrando un occhio artistico truccato in stile egizio in riferimento all'occhio di Horus, altre in cui è in moto, altre in cui ci sono primi piani del volto e spezzoni del corteo che vuole crocifiggere Gesù. Ad un certo punto Scoppia una rissa e Gaga abbraccia il compagno per proteggerlo, mentre Giuda si fa strada tra la folla urlando. Gaga veste alla maniera delle donne al seguito di Gesù e procede tra la folla, circondata dagli apostoli e conforta una donna in lacrime. Prima della crocifissione, Giuda bacia Gesù sulla guancia e Lady Gaga punta una pistola su Giuda, da cui spunta un rossetto. Ci sono anche alcune scene in cui la cantante si getta piangendo ai piedi di Gesù ed egli la abbraccia, per indicare che l'ha perdonata. In seguito, erta su una roccia, la cantante viene inghiottita da un'ondata d'acqua, in una scena che rappresenta la redenzione e richiama la Nascita di Venere di Sandro Botticelli. Successivamente si trova tra Gesù e Giuda in una vasca da bagno, mentre lava loro i piedi. Quando Gaga lava i piedi a Gesù, Giuda le versa addosso della birra; lei la schizza infastidita addosso a Giuda e abbraccia Gesù piangendo, simbolo del suo pentimento e della scelta del bene, in contrasto con il tema della canzone. Il video finisce con la lapidazione di Lady Gaga (Maria Maddalena), in un abito candido e virgineo.

### Critiche
Prima della sua uscita, il presidente della Lega Cattolica, Bill Donohue, ha criticato il video musicale per la scelta di rappresentare Gaga nelle vesti di Maria Maddalena. Egli ha comunicato esclusivamente per HollywoodLife.com il proprio parere a proposito della concentrazione di Gaga su Giuda e Maria Maddalena, definendola "completamente irrilevante" rispetto a persone con "vero talento" e l'ha attaccata per aver scelto di far uscire brano e video in Settimana Santa e a Pasqua. Gaga ha fatto notare in un'intervista con E! che il video non era stato fatto con il proposito di causare controversia, aggiungendo ironicamente che «l'unico particolare controverso nel video è che io stia indossando Christian Lacroix e Chanel nella stessa scena. Questo video non è un attacco alla religione. Io rispetto e amo qualsiasi cultura. Sono una persona religiosa e spirituale che è ossessionata dall'arte religiosa. Ci sono ossessionata». La regista ha difeso il suo lavoro, affermando di essere assolutamente credente e che il video è invece un elogio alla fede, dichiarando inoltre: «Non avrei mai offeso il mio Salvatore, l'amore e il rispetto che Gesù significa per me. Quindi dico loro di stare più attenti a quel che giudicano». La Lega Cattolica ha in seguito rivisto le sue posizioni affermando che il video non può essere considerato blasfemo, in quanto la cantante «balla sulla linea» dello scandalo, senza però mai superarla.

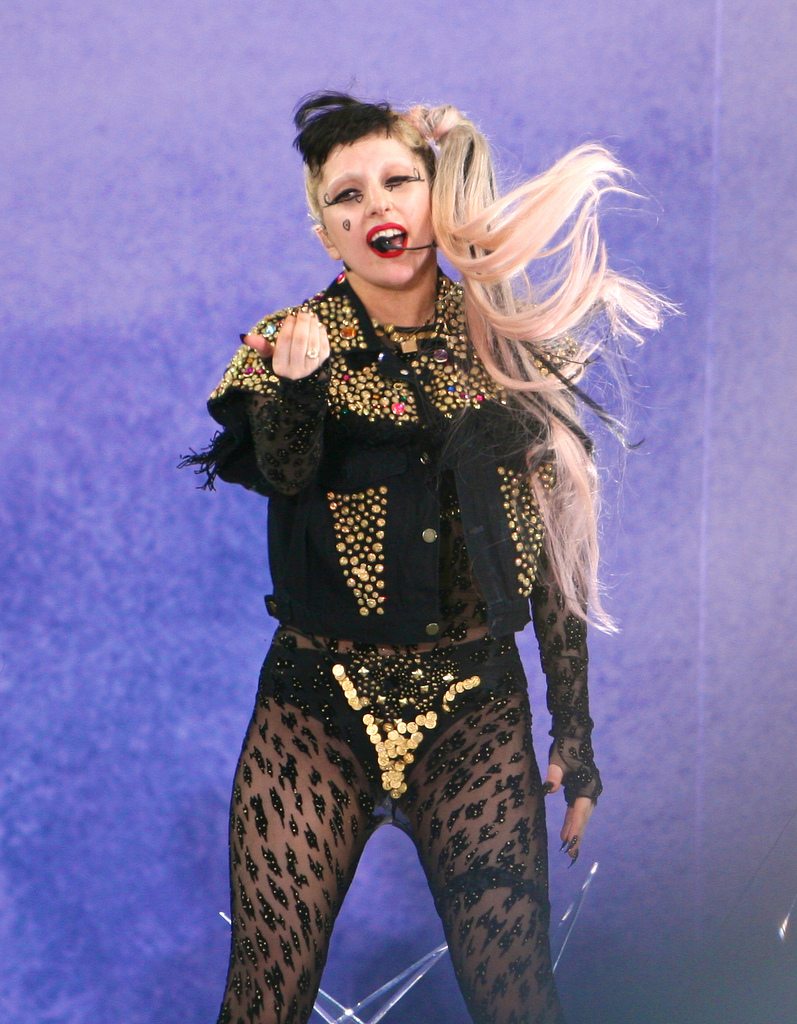
Lady Gaga si esibisce con Judas allo show Good Morning America

Jason Lipshutz di Billboard ha descritto il video con queste parole: «il fragore delle moto che incontra l'infedeltà biblica». James Montogomery da MTV l'ha definito un puro video pop, «sebbene uno molto bello e che di sicuro provocherà l'ira di alcuni gruppi del mondo religioso». Ha anche aggiunto che Judas, nel suo sacro cuore, un'esplosione artistica confinata nei limiti di un tradizionale video pop. Christian Blauvelt da Entertainment Weekly non ha gradito subito il video, definendola la sua creazione più debole sino a questo momento, e attribuendola alla coreografia della Gibson e al racconto letterale. Ha poi dovuto ammettere che dopo aver visto il video altre volte se ne è innamorato. Tris McCall da The Star-Ledger ha riscontrato che non ci fosse niente di blasfemo nel video. McCall ha spiegato che il ballo nel video è «piacevole da guardare», ma che sarebbe stato più bello se l'operatore della camera fosse stato più professionale. Secondo lui, l'unica scena stimolante nel video era la pistola che si trasformava in rossetto. Matthew Perpetua dal Rolling Stone è stata certa che il video avrebbe offeso alcuni cristiani per il suo scorcio irriverente e fortemente sessuale su Gesù Cristo; ha anche detto che Gaga ha interpretato la storia biblica nel proprio stile. Al contrario il quotidiano Daily Mail ha difeso Lady Gaga, sostenendo che l'artista non volesse offendere nessuno con il suo video. Oscar Moralde da Slant Magazine ha lodato l'esecuzione del video, che ha definito «sbalorditivo a guardarsi», ma ha aggiunto che Judas ha richiesto «un'operazione di repertorio, non un'operazione rivoluzionaria. Recupera infatti familiari campioncini dagli archivi dell'artista (l'estetica "cuoio e catene" di Telephone, le malinconiche inquadrature su visi irrigati di lacrime di Bad Romance) e li aggrega tutti insieme in un'opera eseguita con perfetta competenza». Phil Fox Rose, che ha recensito il video per il The Washington Post, ha dato un parere positivo dichiarando di averlo trovato «commovente, sia sul piano artistico sia su quello spirituale». È poi passato a sostenere che le accuse lanciate dagli ordini religiosi contro Lady Gaga fossero frutto di pregiudizi.
Il video è stato inserito al quarto posto della lista dei 50 peggiori video musicali di sempre redatta da NME, che lo ha definito «un video stracolmo di allusioni religiose stereotipate, brutti modelli d'alta moda e ballerini che sembrano non aver fatto un vero e proprio pasto dagli anni novanta. Un tentativo di imitare Madonna e il suo rapporto con il cattolicesimo, così incredibilmente frainteso da risultare comico. Sembra calzare perfettamente il fatto che il peggior singolo di Lady Gaga finora sia anche il suo personalissimo video Curate's egg» VH1 ha riscontrato che il video fosse ispirato da Like a Prayer di Madonna, i film Our Lady of the Assassins, I selvaggi e Romeo + Giulietta di William Shakespeare, e la serie televisiva americana Lost.
Il video ha guadagnato due nomination agli MTV Video Music Awards 2011 nelle categorie Miglior coreografia e Miglior scenografia, ma non si è aggiudicato nessuna delle due.

## Esibizioni live
Lady Gaga promosse Judas tramite vari programmi televisivi, tra cui la versione francese di X Factor, dove venne cantata in un medley con The Edge of Glory. Inoltre, venne eseguita anche nelle date messicane del Monster Ball Tour (2009/2011), durante il Born this Way Ball Tour (2012/2013) e in molte date dell'ArtRave: The Artpop Ball (2014), dove venne inserita in un medley con Aura. Judas venne anche eseguita nel residency show della cantante, Lady Gaga: Enigma.

## Tracce
Download digitale
1. Judas – 4:10

CD (Germania)
1. Judas – 4:10
2. Born This Way (Twin Shadow Remix) – 4:05

Download digitale – Bollywood Remix
1. Judas (Bollywood Remix) – 5:00
2. Judas (Remix Produced by Panjabi MC) – 5:00

Download digitale – The Remixes
1. Judas (Goldfrapp Remix) – 4:42
2. Judas (Hurts Remix) – 3:57
3. Judas (Mirrors Une Autre Monde Mix - Nuit) – 6:14
4. Judas (Guena LG Club Remix) – 7:41
5. Judas (John Dahlbäck Remix) – 6:01
6. Judas (Chris Lake Remix) – 5:09
7. Judas (R3hab Remix) – 4:56

CD speciale
1. Judas (DJ White Shadow Remix) – 4:08

## Successo commerciale

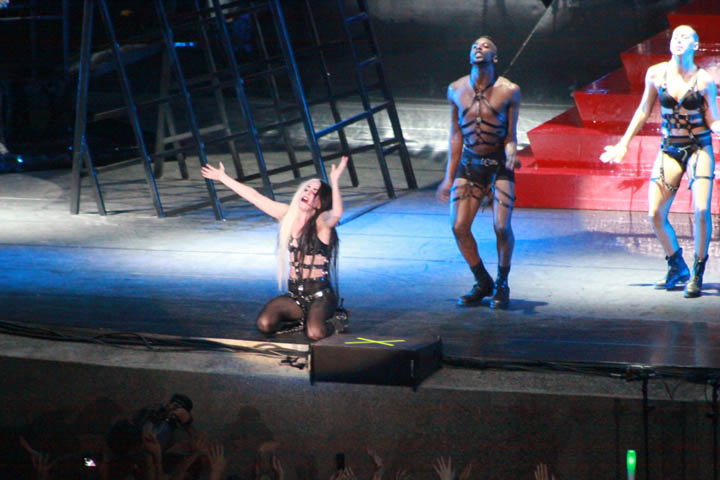
Lady Gaga mentre si esibisce con Judas nel 2011 in Taiwan

Dopo la sua uscita nei mercati digitali e radiofonici, Billboard teorizzò che Judas avrebbe avuto bisogno di vendere tra le 350 000 e le 400 000 copie in due giorni e mezzo.
Il singolo debutta alla decima posizione della Billboard Hot 100 e quarta nella Digital Song con 162 000 copie vendute, un numero nettamente inferiore rispetto alle copie previste., questo a causa di una piccola radio londinese che ha passato in anticipo la canzone, costringendo Lady Gaga ad anticiparne la vendita e quindi con solo 3 giorni di tempo per entrare nelle classifiche. Nonostante questo, il brano diviene il quarto migliore debutto della cantante dopo Bad Romance alla nona posizione, The Edge of Glory alla terza posizione e Born This Way alla prima. Nella seconda settimana il singolo vende 156 000 copie in una settimana intera scendendo dal decimo al dodicesimo posto nella Hot 100; resistendo solo 8 settimane, la canzone diventa la meno venduta e rimasta per numero di settimane nella classifica. Ad agosto 2013, le vendite del singolo in questo Paese si attestano intorno alle 942 000 copie.
Judas si pone al nono posto nella Billboard Canadian Hot 100 dopo tre giorni di vendite, entrando nella classifica digitale del Canada al quinto posto con 16 000 copie vendute.
Nel Regno Unito esordisce al quattordicesimo posto il 17 aprile 2011, vendendo 20 729 copie. In Francia debutta al nono posto con 5 719 copie vendute. La settimana successiva mantiene la stessa posizione, vendendo altre 5 592 copie (2% in meno rispetto alla scorsa settimana). Raggiunge, nella classifica del 21 maggio 2011, anche grazie alle vendite del remix Judas Remix Part 1, il settimo posto con 6 365 copie vendute. Il singolo ha complessivamente venduto oltre 75 000 copie nel corso del 2011 nel territorio francese.

## Classifiche

### Classifiche settimanali
| Classifica (2011-25) | Posizione massima |
| -------------------- | ----------------- |
| Australia            | 6                 |
| Austria              | 6                 |
| Belgio (Fiandre)     | 6                 |
| Belgio (Vallonia)    | 4                 |
| Brasile              | 15                |
| Canada               | 8                 |
| Danimarca            | 10                |
| Finlandia            | 3                 |
| Francia              | 7                 |
| Germania             | 23                |
| Grecia               | 62                |
| Irlanda              | 4                 |
| Italia               | 3                 |
| Norvegia             | 3                 |
| Nuova Zelanda        | 12                |
| Paesi Bassi          | 5                 |
| Regno Unito          | 8                 |
| Repubblica Ceca      | 10                |
| Singapore            | 8                 |
| Slovacchia           | 4                 |
| Spagna               | 6                 |
| Stati Uniti          | 10                |
| Svezia               | 7                 |
| Svizzera             | 8                 |
| Ungheria             | 3                 |

### Classifiche di fine anno
| Classifica (2011) | Posizione massima |
| ----------------- | ----------------- |
| Belgio (Fiandre)  | 77                |
| Belgio (Vallonia) | 25                |
| Canada            | 73                |
| Spagna            | 28                |
| Svezia            | 92                |
| Ungheria          | 57                |

## Date di pubblicazione
| Paese    | Data di pubblicazione | Formati           | Etichetta                    |
| -------- | --------------------- | ----------------- | ---------------------------- |
| Mondo    | 15 aprile 2011        | Download digitale | Interscope, Polydor, Def Jam |
| Germania | 13 maggio 2011        | CD                | Interscope, Polydor, Def Jam |
| Italia   | 17 maggio 2011        | CD                | Interscope, Polydor, Def Jam |